# Torretta (cannone)
Una torretta, in ambito militare, è un dispositivo bellico usualmente rotante che protegge i serventi e consente allo stesso tempo di utilizzare l'armamento in esso contenuto in diverse direzioni. Il termine deriva dall'antico uso di costruire piccole torri, posizioni protette sulle fortificazioni situate in cima ad un edificio o ad un muro, che si differenziano dalla torre vera e propria che si innalza a direttamente dal suolo.

Animazione del funzionamento di una torretta

## Descrizione
Le torrette possono essere armate con una o più mitragliatrici, cannoni automatici, o lanciamissili. Può essere manovrata manualmente o controllata in remoto, e spesso corazzata. Una piccola torretta, o sotto-torretta su una più grande è detta cupola. La cupola è anche usata nel caso di torrette rotanti che non hanno scopi offensivi ma che vengono utilizzati per visualizzare il terreno come nel caso dei carri comando.
Può essere montata su strutture fortificate o su altre tipologie di strutture quali batterie di terra antinave, su mezzi corazzati, su navi o su aerei militari.

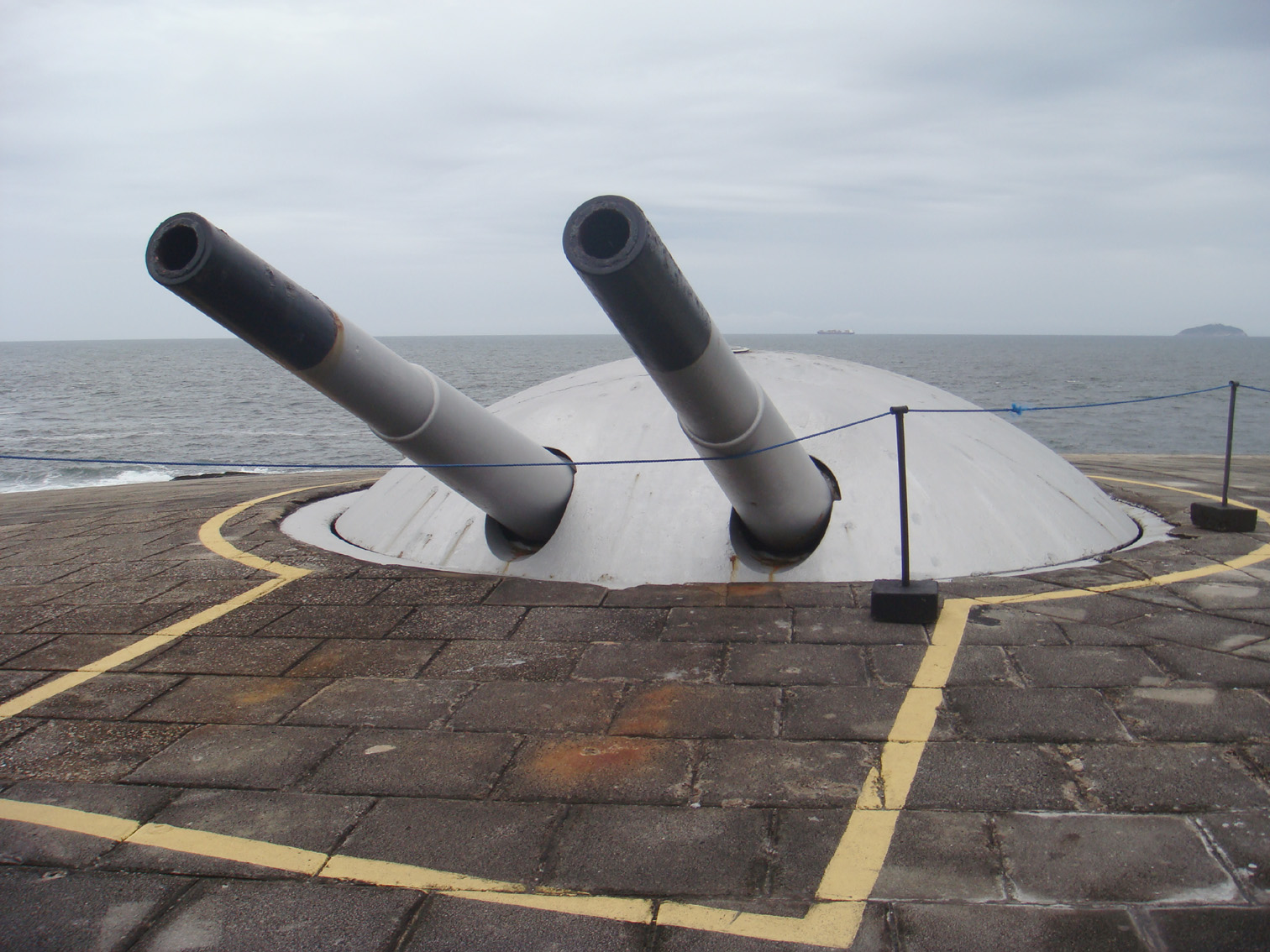
Esempio di torretta, nel forte Copacabana, Rio de Janeiro in Brasile.

## Impiego

### Aeronautica

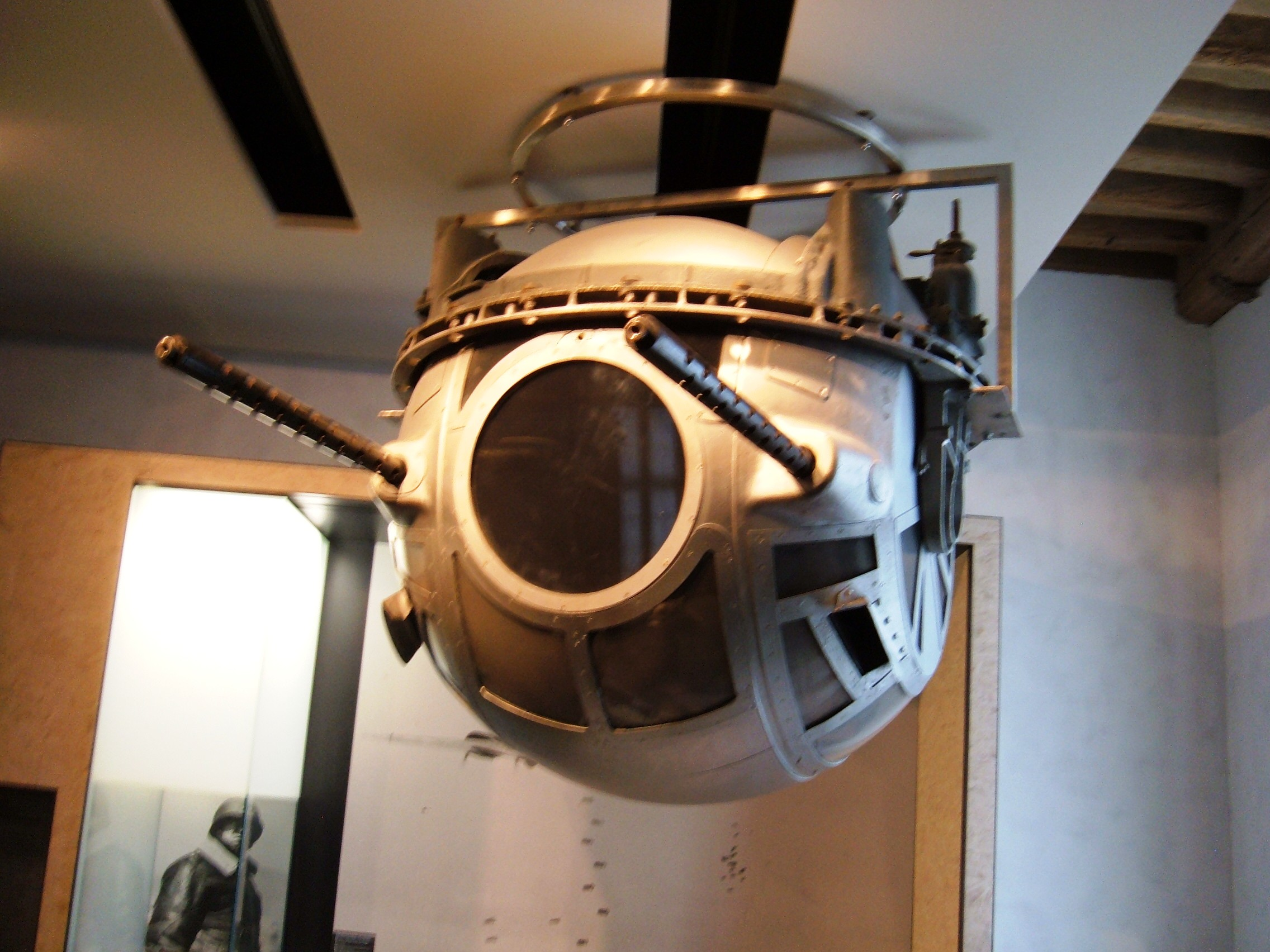
torretta ventrale di un Boeing B-17

All'inizio le mitragliere degli aerei erano fisse o montate su dei semplici supporti brandeggiabili, più tardi furono applicati degli anelli rotanti, come l'anello Scarff, che permettevano di puntare l'arma in ogni direzione, facendo ruotare anche il seggiolino del mitragliere, in modo che si trovasse sempre dietro il pezzo. Con l'aumentare delle velocità raggiunte dai velivoli le armi furono prima dotate di scudature, e poi racchiuse in torrette.
Il primo bombardiere della Royal Air Force ad essere dotato di una torretta vera e propria fu il Boulton Paul Overstrand del 1933. L'Overstrand aveva una torretta in posizione frontale, dotata di una mitragliatrice. Con il tempo il numero delle torrette e la potenza di fuoco di ciascuna di queste crebbero. I bombardieri britannici della seconda guerra mondiale avevano normalmente 3 torrette. Quella posteriore era dotata di ben quattro mitragliere.
La Gran Bretagna tentò anche la strada del caccia dotato di torretta, come il Boulton Paul P.82 Defiant, in cui l'unico armamento era in una torretta montata alle spalle del pilota. L'idea ebbe qualche successo nella lotta contro i bombardieri nemici, ma era assolutamente inefficace nel combattimento contro i caccia perché il peso e la aerodinamica carente rallentavano il caccia in maniera eccessiva.
L'uso della torretta difensiva nei bombardieri decadde con l'avvento dei motori a reazione. Aerei come il Boeing B-52 e i suoi contemporanei montavano solo delle piccole e limitate torrette posteriori, rapidamente messe fuori produzione per ridurre la necessità di personale a bordo e il peso complessivo dell'aereo.
Le torrette negli aerei si trovano solitamente in queste posizioni:
- dorsale - sopra la fusoliera
- ventrale - sotto la fusoliera
- posteriore o di coda - all'estremità della fusoliera
- anteriore - sul muso dell'aereo o subito sotto

### Mezzi corazzati

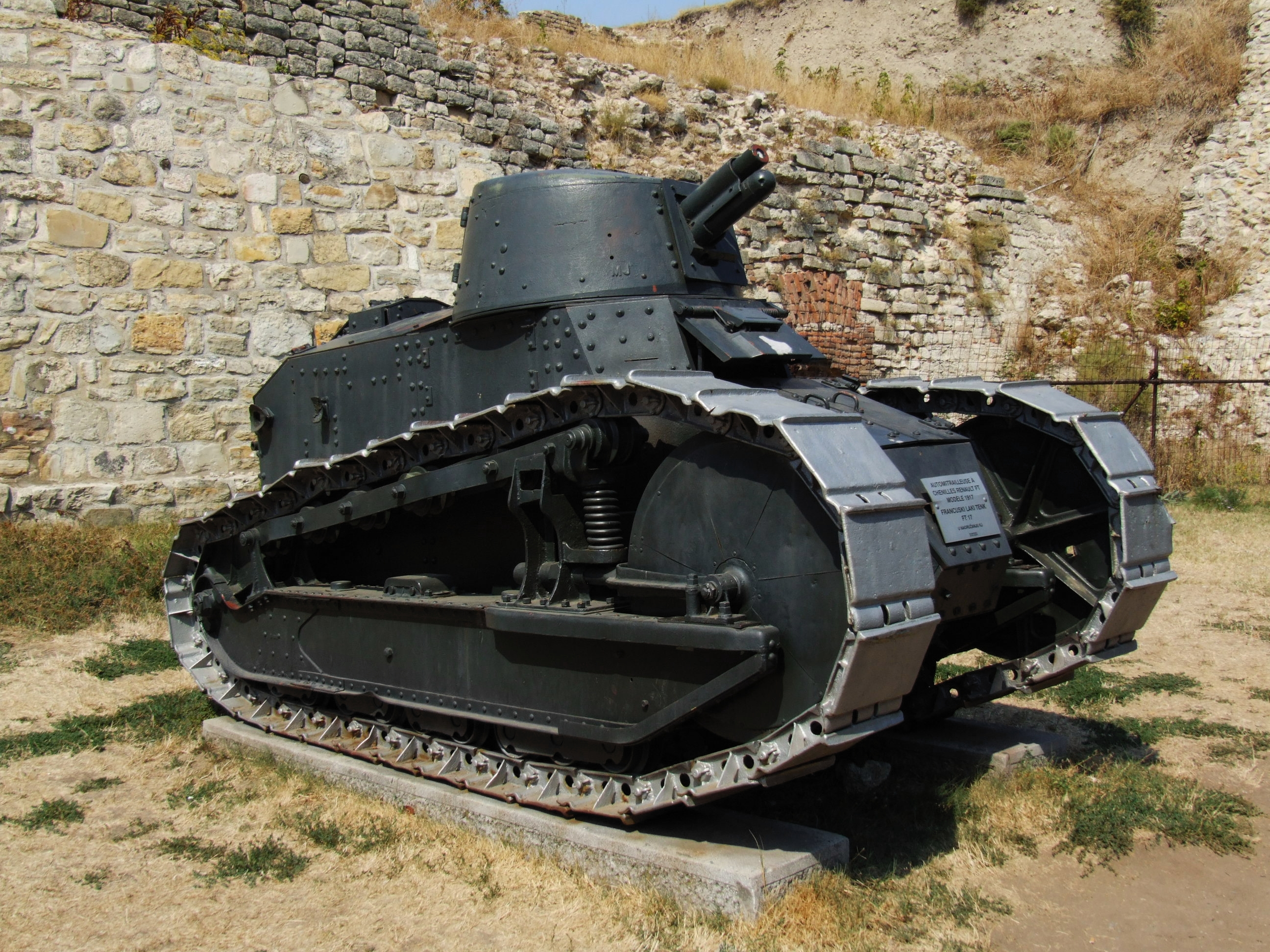
Il primo esempio di torretta su un carro armato, il Renault FT-17

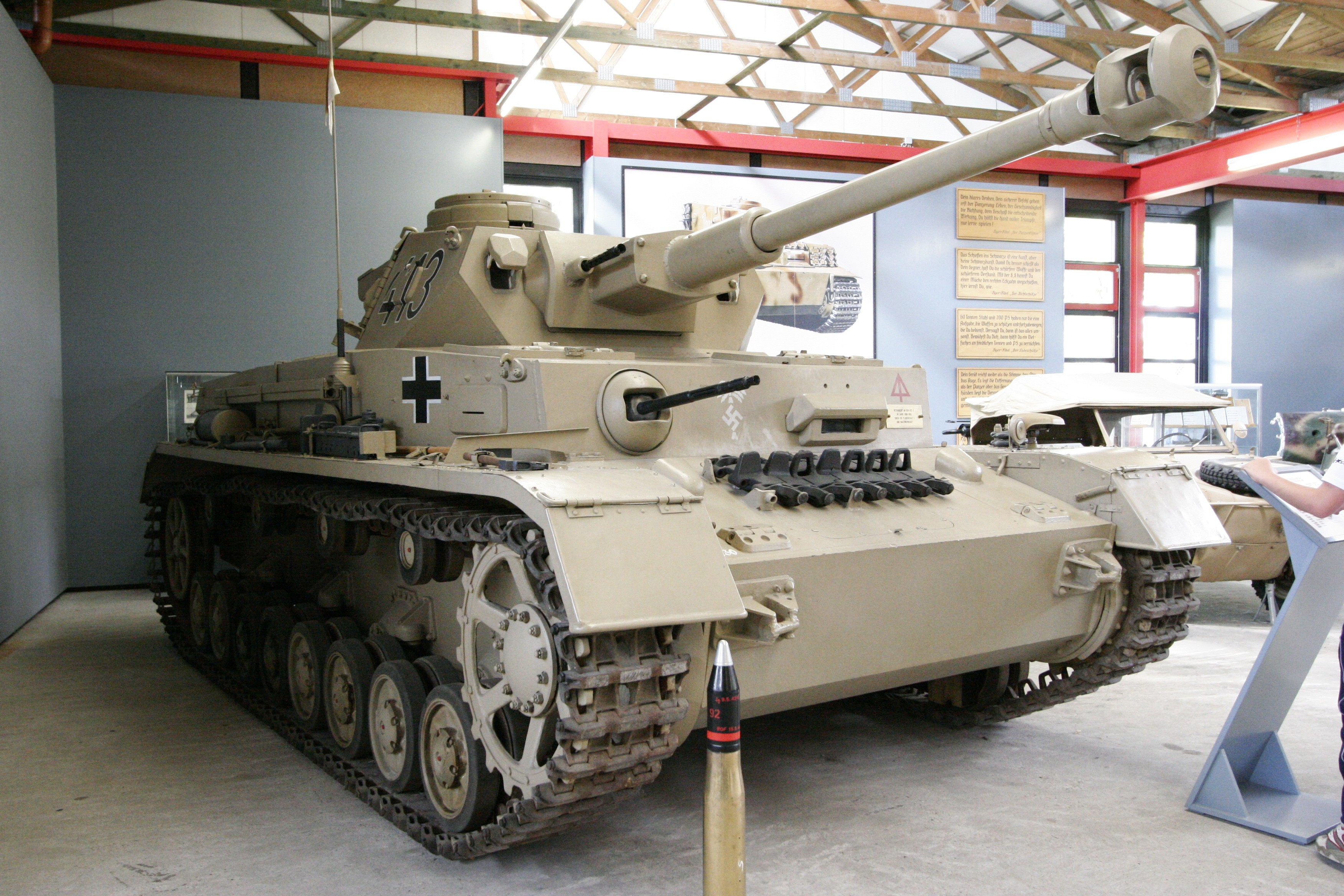
Mitragliatrice coassiale, a fianco del cannone di questo Panzer IV

Nei carri armati moderni la torretta (che è corazzata per proteggere l'equipaggio) è il grado di ruotare a 360 gradi, e porta un'arma principale. Questa si è evoluta nel tempo a seconda dei diversi modelli, da una semplice mitragliatrice a cannoni di grosso calibro. Dalla Seconda Guerra Mondiale in avanti le torrette dei carri armati ospitavano a fianco al cannone una mitragliatrice detta coassiale. 
Il primo carro armato che adottò una torretta fu il francese Renault FT-17. Prima di questo modello i carri armati ospitavano mitragliatrici e cannoni direttamente nello scafo, come si vede bene nel primo carro armato mai creato, l'inglese Mark I.

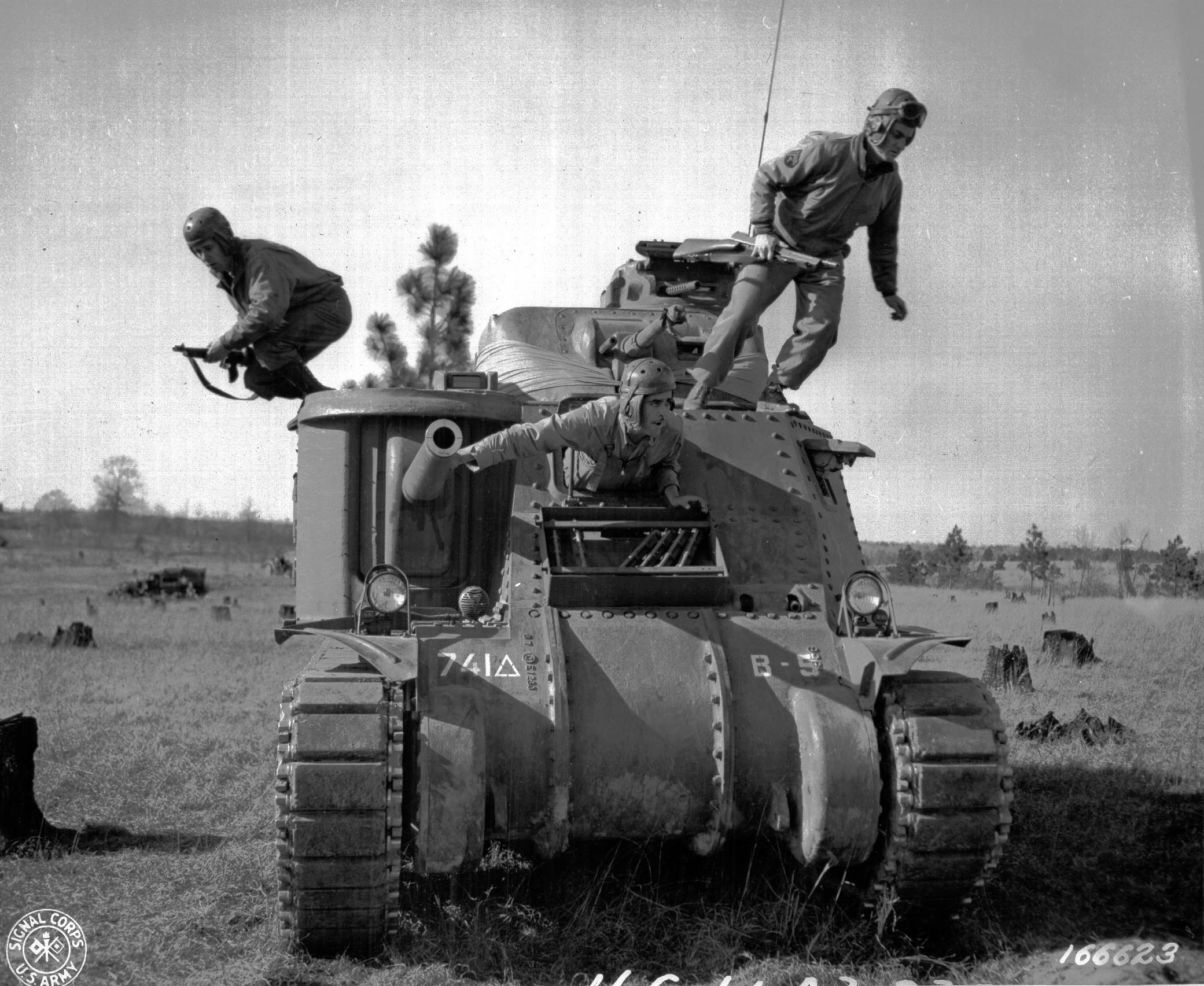
Le due torrette sovrapposte del carro americano M-3 Lee

Nel periodo tra la Prima e la Seconda Guerra Mondiale i progettisti di carri armati sviluppano versioni molto differtenti per forme e dimensioni, anche le torrette si dovettero adattare in base all'arma che contenevano. Sono osservabili alcuni esempi curiosi di torrette come nel modello americano M-3 dove sopra la torretta con il cannone principale ne era stata costruita un'ulteriore armata di mitragliatrice; un altro modello bizzarro risulta essere il T-28 sovietico che affiancava alla torretta principale altre due secondarie. 
Se nel Renault FT-17 vi era a stento spazio per un singolo artigliere nel corso del Secondo Conflitto Mondiale i vari paesi in lotta giunsero a costruire torrette per 3 membri dell'equipaggio. All'interno trovavano posto solitamente il capocarro, l'artigliere e spesso un addetto al caricamento del pezzo.
A volte però le torrette sono equipaggiate in maniera diversa a seconda del tipo di servizio svolto dal veicolo. Un IFV solitamente è dotato di un piccolo cannone automatico o di un sistema di missili anticarro. Un pezzo di artiglieria semovente è dotato di un cannone più grande, ma è meno corazzato. Veicoli più leggeri possono avere una torretta con solo una mitragliatrice.

### Navi da guerra

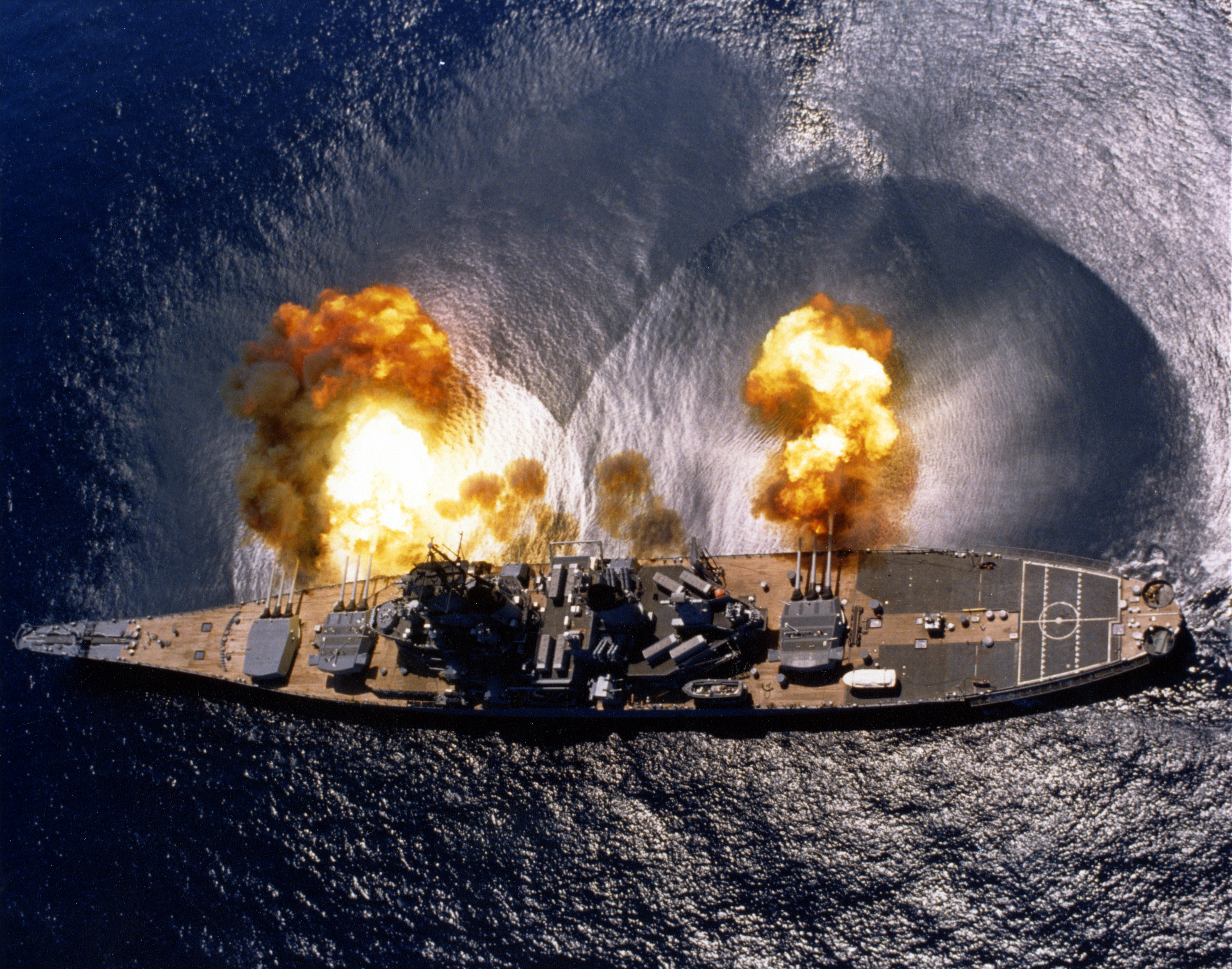
La nave USS Iowa (BB-61) apre il fuoco con il suo armamento principale

Una delle prime torrette navali è la USS Monitor, dotata di due cannoni montati in una struttura rotante corazzata. Le prime installazioni di questo tipo si ebbero verso il 1880 in Inghilterra e subito dopo in Italia, nonostante si ebbero torrette anche nelle navi dell'antichità e del medioevo. Le torri corazzate permettono un vasto campo di tiro ai cannoni e ne proteggono efficacemente tutti gli organi contro il tiro nemico. Sono sistemate in generale tutte sull'asse longitudinale della nave. La prima idea di questa sistemazione si deve al generale del Genio Navale italiano Vittorio Cuniberti.
Lo spessore della corazza è in relazione con il calibro dei cannoni in essa contenuti e col tipo di nave su cui è installata. Vi sono torri con uno o più cannoni. Le torri quadruple (con quattro cannoni) sono state adottate verso gli anni 1930 solo da alcune nazioni, le più diffuse sono le torri binate. Le più grandi torrette montate su navi sono quelle delle grandi corazzate della seconda guerra mondiale, erano pesantemente blindate e dotate di enormi cannoni.In termini navali la torretta è la parte rotante che ospita il cannone. Sotto la torretta c'è il sistema di carico delle munizioni dal deposito alla torretta.

### Fortificazioni

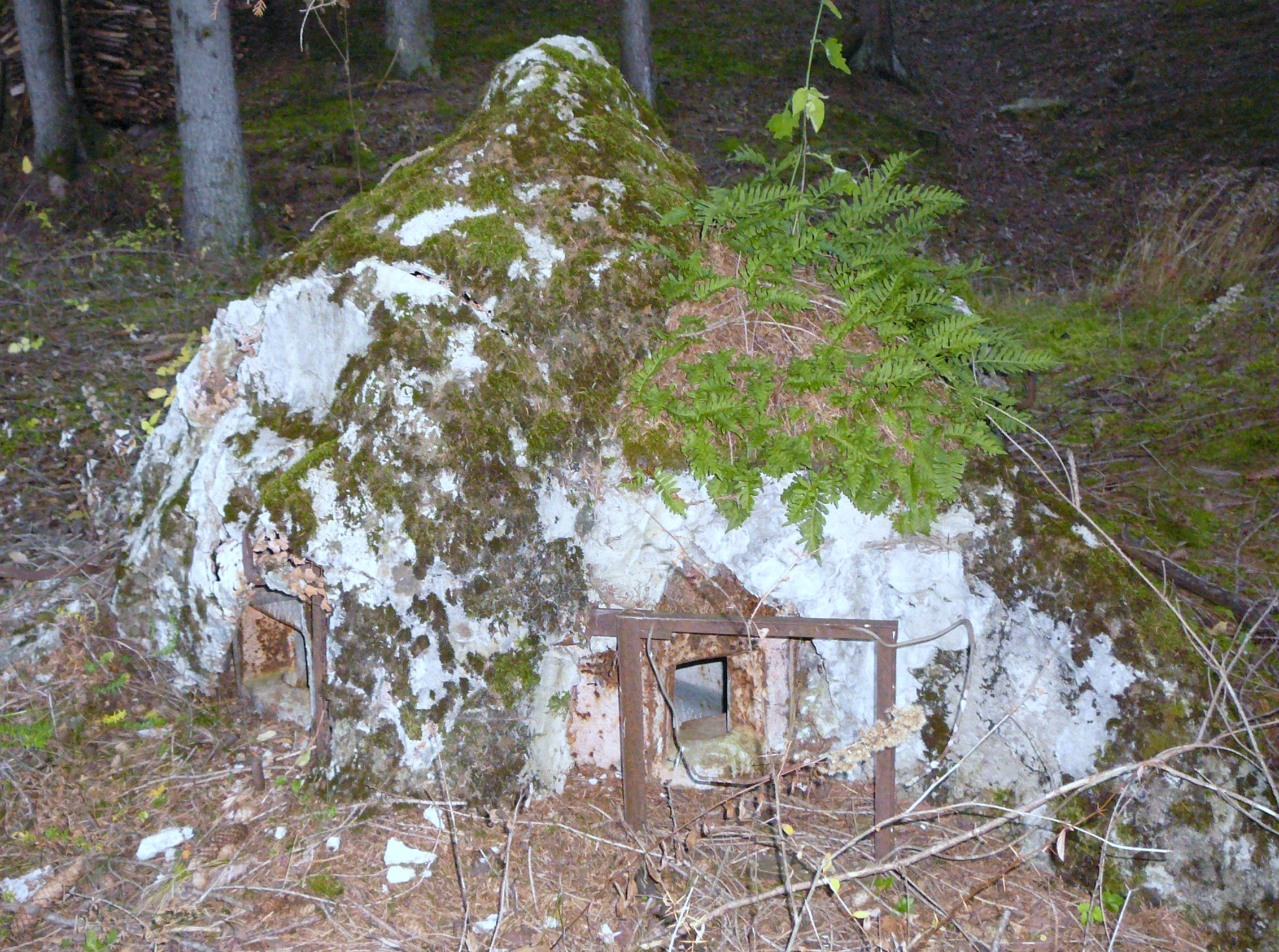
Torretta utilizzata come osservatorio d'avvistamento in un bunker dello sbarramento di Perca

Anche note come cupole, sono spesso montate su strutture fisse o comunque fortificate come casematte e bunker. Queste strutture difensive sono dotate di apposite torrette metalliche, che possono essere d'avvistamento ma anche per la difesa (anticarro o non). Solitamente tali strutture sono ben mimetizzate con l'ambiente circostante e possono essere girevoli e a scomparsa.

### Logistica

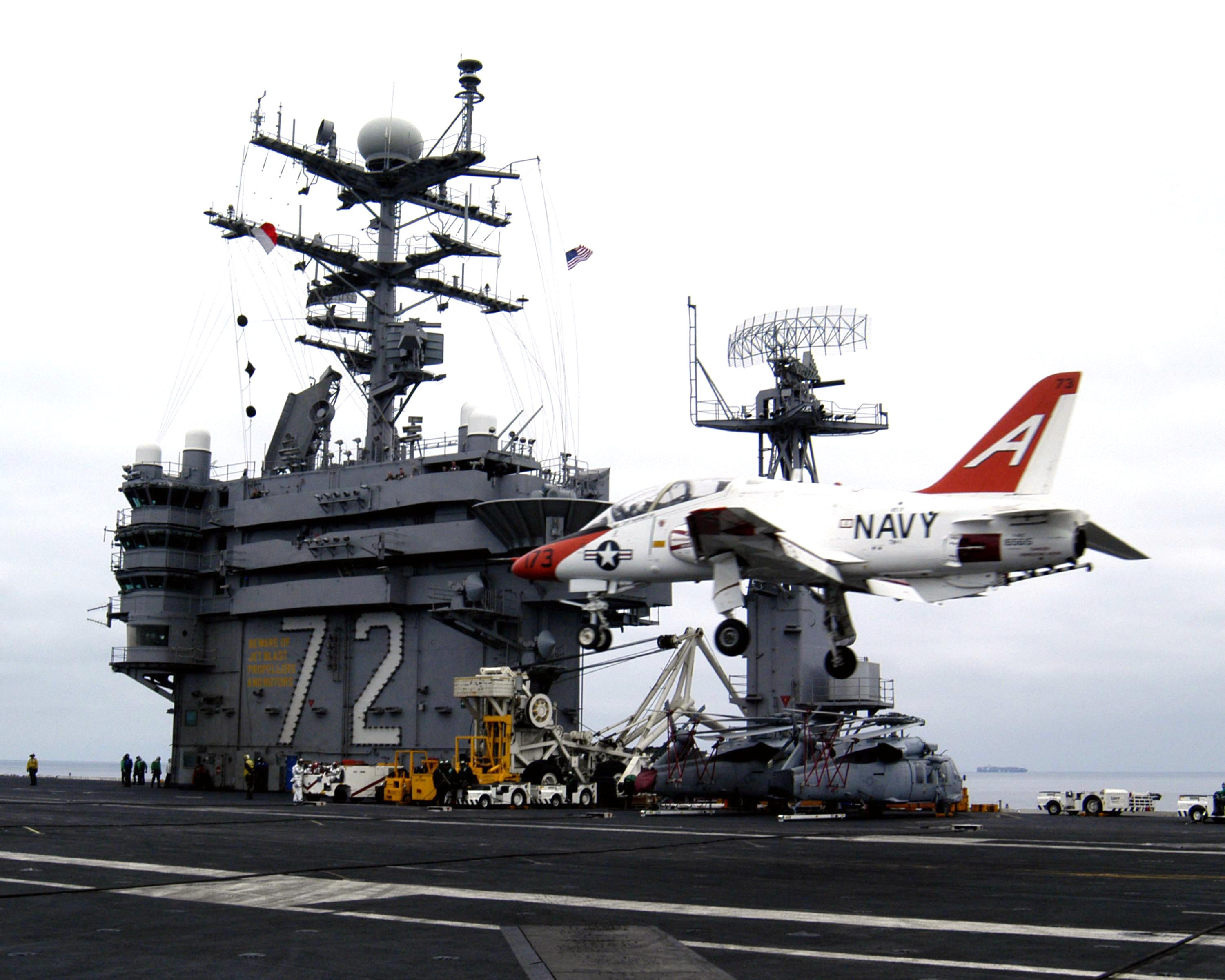
Esempio di torretta della portaerei Lincoln

Oltre alle torrette delle artiglierie esiste sulle navi da guerra un'altra torre molto importante, che è la torre corazzata di comando, situata sul ponte e contenente tutti gli organi di direzione della nave. In essa si installa il comandante durante il combattimento. Prima del XX secolo però i comandanti non ne hanno fatto grande uso, preferendo rimanere sul ponte allo scoperto per meglio dirigere la propria unità.